# Ilja Metjnikov
Ilja Ilitj Metjnikov (ukrainsk Ілля Ілліч Мечников, tr. Ilja Ilitj Metjnikov; født 15. maj 1845 i Kharkov, Det Russiske Kejserrige (nu Kharkiv oblast, Ukraine), død 15. juli 1916 i Paris, Frankrig) var en ukrainsk mikrobiolog, kendt for sin pionerforskning indenfor immunsystemet. Han blev vicedirektør for Pasteurinstituttet i Paris. Begrebet gerontologi er hans. 
Da hans første kone døde af tuberkulose, til trods for hans fortvivlede kamp for at redde hendes liv, tog Metjnikov en overdose opium, men overlevede. Da hans anden kone, Olga, fik tyfus, injicerende han en flåtbåren sygdom i sig selv for at dø sammen med hende - men denne gang overlevede de begge. Det opmuntrede Metjnikov til antagelsen om, at videnskaben kunne hjælpe menneskeheden til at overvinde sine svagheder. Under koleraepidemien i Paris i 1892 drak han Cholera vibrio, den bakterie, der fremkalder sygdommen. Cholera vibrio gjorde nogen syge, mens andre virkede immune. Metjnikov selv blev ikke syg, og håbede at finde frem til en vaccine. Han opdagede, at nogle mikrober forhindrede smittestoffet i at vokse, mens andre mikrober stimulerede vækst. Af det kunne han slutte, at tarmfloraen spiller en vigtig rolle for, hvorvidt man udvikler sygdommen eller ej. Det gjaldt nu at finde frem til noget, der styrkede tarmfloraens modstandsevne. Her havde han fokus på bulgarske baciller, der anvendtes i Østeuropa til fremstilling af yoghurt, overensstemmende med hans studier af 100 år gamle østeuropæere, der havde tykmælk som en stor del af kosten. Han tænkte sig, at yoghurt også kunne indtages i pilleform.
Metjnikov modtog i 1908 sammen med Paul Ehrlich Nobelprisen i fysiologi eller medicin for sit arbejde omkring fagocytose. Han havde opdaget, at fagocytter - som han kaldte dem - står i forreste række, når organismen angriber en akut infektion, også hos mennesker, hvis fagocytter er en type leukocytter eller hvide blodlegemer. 
Han døde af et hjerteinfarkt, men nåede lige at minde sin kollega, forskeren Alexandre Salimbeni, om at undersøge hans indvolde omhyggelig ved obduktionen. 